# آلن برونت
آلن برونت (به فرانسوی: Alain Brunet) کارگردان و نویسنده اهل فرانسه که فیلم آتش جنوب را کارگردانی کرد

## فیلمشناسی
1. زنان برجستهٔ ایران (۱۳۷۷،  کارگردان،  مستند)
2. آتش جنوب (۱۳۵۵/۱۹۷۶،  کارگردان و نویسنده با همکاری جمشید شیبانی،  محصول مشترک ایران و فرانسه)
3. The Loner (۱۹۷۳)
4. Du blé en liasses (۱۹۶۹)